# Аватар (филм)
Аватар (енгл. Avatar) амерички је епски и научнофантастични филм из 2009. године. Редитељ, сценариста, продуцент и монтажер филма је Џејмс Камерон. У њему глуме: Сем Вортингтон, Зои Салдана, Стивен Ланг, Мишел Родригез и Сигорни Вивер. Радња филма смештена је у средину 22. века када људи колонизују Пандору, бујни месец гасовитог џина у звезданом систему Алфа Кентаури, како би ископавали вредни минерал, унобтанијум. Ширење рударске колоније угрожава постојање локалног племена на’вија — хуманоидне врсте аутохтоне Пандоре. Назив филма се односи на генетски модификовано тело на’вија којим се управља из мозга удаљеног човека који се користи за интеракцију са староседеоцима Пандоре.
Развој филма почео је 1994. године, када је Камерон написао третман од 80 страница за филм. Снимање је требало да почне након завршетка Камероновог филма Титаник из 1997. године, а планирано је да буде приказан 1999. године; међутим, према Камерону, тада још није била доступна неопходна технологија за постизање његове визије филма. Рад на језику на’вија почео је 2005. године, а Камерон је почео да развија сценарио и измишљени универзум почетком 2006. Буџет за филм је званично био 237 милиона долара, захваљујући револуционарном низу нових визуелних ефеката које је Камерон постигао у сарадњи са студијом Weta Digital из Велингтона. Друге процене износе трошкове између 280 милиона и 310 милиона долара за продукцију и 150 милиона долара за промоцију. Филм је у великој мери користио нове технике снимања покрета и приказиван је у традиционалном, 3D (користећи RealD 3D, Dolby 3D, XpanD 3D и IMAX 3D) и „4D” формату у одабраним биоскопима у Јужној Кореји.
Аватар је премијерно приказан у Лондону 10. септембра 2010. године, а затим у Србији 17. децембра и у САД дан касније. Добио је позитивне критике, а критичари су посебно похвалили револуционарне визуелне ефекте. Током приказивања у биоскопима, филм је оборио неколико рекорда на благајнама и постао филм са највећом зарадом у то време, надмашивши Камеронов Титаник, који је тај рекорд држао дванаест година. Аватар је остао филм са највећом зарадом на свету скоро деценију касније све док га није претекао филм Осветници: Крај игре из 2019, пре него што је реиздање у Кини довело до тога да Аватар поново заузме прво место у марту 2021. Кориговано за инфлацију, Аватар је други филм са највећом зарадом свих времена након филма Прохујало са вихором са укупно више од 3 милијарде долара. Такође је постао први филм који је зарадио више од 2 милијарде долара и најпродаванији видео-наслов 2010. у САД. Аватар је био номинован за девет Оскара, укључујући за најбољи филм и најбољег редитеља, а освојио је три: за најбољу сценографију, најбољу кинематографију и најбоље визуелне ефекте. Успех филма је такође довео до тога да су произвођачи електронике објавили 3D телевизоре и повећања популарности 3D филмова.
Након успеха филма, Камерон је потписао уговор за 20th Century Fox о продукцији четири наставка: Аватар: Пут воде и Аватар 3 су завршили са снимањем и требало би да буду приказани 16. децембра 2022. и 20. децембра 2024; наредни наставци би требало да буду приказани 18. децембра 2026. и 22. децембра 2028. године. Очекује се да ће се вратити неколико чланова глумачке поставе, укључујући Вортингтона, Салдану, Ланга и Виверову.

## Радња
Године 2154. људи су исцрпили природне ресурсе Земље, што је довело до тешке енергетске кризе. Resources Development Administration (RDA) копа вредан минерал назван унобтанијум на Пандори, густо шумовитом и насељивом месецу који кружи око Полифема, измишљеног гасовитог џина у звезданом систему Алфа Кентаури. Пандору, чија је атмосфера отровна за људе, насељавају на’ви, разумни хуманоиди плаве коже од 3 m, који живе у складу са природом и обожавају богињу мајку по имену Ејва.
Да би истражили Пандорину биосферу, научници користе хибриде на’вија који се називају „аватари”, којима управљају генетски подударни људи. Џејк Сали, бивши маринац са параплегиком, замењује свог преминулог брата близанца као оператер једног од аватара. Др Грејс Огустин, шефица Програма Аватар, сматра Салија неадекватном заменом, али прихвата да његов задатак телохранитеља. Док прати аватаре Грејс и научника др Норма Спелмана, Џејковог аватара напада танатора и бежи у шуму и спашава се тако што скаче у реку. Њега увече у шуми нападну мањи танатори, где га спашава Нејтири, жена на’ви. Она га затим води свом клану. Нејтирина мајка Мо’ат, духовни вођа племена, наређује својој ћерки да иницира Џејка у њихово друштво.
Пуковник Мајлс Кворич, шеф приватних безбедносних снага RDA, обећава Џејку да ће му обновити ноге ако прикупи информације о на’вима и месту окупљања племена, џиновском дрвету, које се налази изнад најбогатијег лежишта унобтанијума. Грејс сазна за ово и премешта Џејка, Норма и себе у испоставу. Током наредна три месеца, Џејк и Нејтири се заљубљују док он почиње да се повезује са домороцима. Након што је Џејк инициран у племе, он и Нејтири постају изабраници. Убрзо након тога, Џејк стаје на њихову страну и покушава да онеспособи булдожер који прети да уништи свето место на’вија. Када Кворич покаже видео-запис Џејковог напада на булдожер управнику Паркеру Селфриџу, као и други видео у којем Џејк признаје да на’ви никада неће напустити свето место, Селфриџ наређује да се оно уништи.
Упркос Грејсином аргументу да би уништавање светог места могло да оштети биолошку неуронску мрежу Пандоре, Селфриџ даје Џејку и Грејс један сат да убеде на’вије да се евакуишу пре него што започну напад. Џејк признаје на’вима да је био шпијун, а они заробљавају њега и Грејс. Кворичови људи уништавају свето место, убивши Нејтириног оца (поглавицу) и многе друге. Мо’ат ослобађа Џејка и Грејс, али они су одвојени од својих аватара и заточени од стране Кваритчевих снага. Пилот Труди Чакон, згрожена Кворичовом бруталношћу, ослобађа Џејка, Грејс и Норма и преноси их до Грејсине испоставе, али Кворич рањава Грејс током бекства.
Да би повратио поверење на’вија, Џејк повезује свој ум са умом Торука, предатора налик змају којег се на’ви плаше и поштују. Џејк проналази избеглице код светог Дрвета душа и моли Мо’ат да излечи Грејс. Племе покушава да пренесе Грејс из њеног људског тела у њен аватар уз помоћ Дрвета душа, али она умире пре него што се процес може завршити. Уз подршку новог поглавице Цу’теја, Џејк уједињује племена и говори им да окупе сва племена да би се борили против RDA. Кворич организује превентивни напад на Дрво душа, верујући да ће његово уништење деморалисати староседеоце. Уочи битке, Џејк се моли Ејви, преко неуронске везе са Дрветом душа, да се заложи у име на’вија.
Током следеће битке, На’ви претрпе велике губитке, а умиру и Цу’теј и Труди, али су спашени када се пандоранске дивље животиње неочекивано придруже нападу и савладају људе, што Нејтири протумачи као Ејвин одговор на Џејкову молитву. Џејк уништава импровизовани бомбардер пре него што стигне до Дрвета душа; Кворич, у АМП оделу, бежи из сопствене оштећене летелице и касније проналази и разбија место на ком је Џејково људско тело, излажући га Пандориној отровној атмосфери. Џејков аватар и Кворич се сукобе око испоставе. Кворич се спрема да пререже врат Џејковом аватару, али Нејтири убија Кворича и спасава Џејка од гушења, видевши његов људски облик по први пут.
Са изузетком Џејка, Норма и неколицине других, сви људи су протерани са Пандоре и послати назад на Земљу. Џејк се трајно преноси у свој аватар уз помоћ Дрвета душа.

## Улоге

### Људи
- Сем Вортингтон као Џејк Сали, бивши маринац са инвалидитетом који постаје део Програма Аватар након што је његов брат близанац убијен. Његово војно искуство помаже ратницима на’вија да се повежу са њим. Камерон је одабрао аустралијског глумца након потраге широм света за перспективним младим глумцима, преферирајући релативно непознате како би смањио буџет.[40] Вортингтон, који је у то време живео у свом аутомобилу,[41] двапут је прошао аудицију у раној фази развоја[14] и потписао уговор за могуће наставке.[42] Камерон је сматрао да ће Вортингрон, пошто није глумио у већем филму, дати лику „квалитет који је заиста стваран”. Камерон је рекао да „има тај квалитет да буде момак са којим бисте желели да попијете пиво, а који би касније постао вођа који трансформише свет”.[43] Вортингтон је такође глумио Џејковог преминулог близанаца, Томија. Камерон је понудио улогу Мету Дејмону, са 10% удела од профита филма, али је Дејмон одбио предлог због своје посвећености серији филмова о Борну.[44]
- Стивен Ланг као пуковник Мајлс Кворич, шеф безбедности рударске операције. Жестоко доследан у свом занемаривању живота који није људски, изражава дубоко непоштовање према Пандориним становницима што је приметно у његовим поступцима и речима. Ланг је раније био на аудицији за улогу у Камероновом филму Осми путник 2 (1986), те се редитељ сетио Ланга и тражио га за овај филм.[45] Мајкл Бин, који је радио са Камероном у филмовима  Терминатор ,Осми Путник 2,Амбис и Терминатор 2: Судњи дан, накратко је разматран за улогу. Прочитао је сценарио и погледао неке од 3D снимака са Камероном,[46] али на крају није добио улогу.
- Сигорни Вивер као др Грејс Огустин, астробиологичарка и шефица Програма Аватар. Такође је Салијева менторка и заговорница мирних односа са на’вима, јер је основала школу како би их научила енглески језик.[47]
- Мишел Родригез као Труди Чакон, пилоткиња додељена за подршку Програму Аватар. Саосећајна је према на’вима. Камерон је желео да ради са Родригезовом откако ју је видео у филму Боксерка.[45]
- Ђовани Рибизи као Паркер Селфриџ, корпоративни управник за рударске операције RDA.[48] Иако је у почетку био вољан да уништи цивилизацију на’вија како би спасио предузеће од финансијског колапса, не жели да одобри нападе на на’вије и поквари свој имиџ, чинећи то тек након што га Кворич убеди да је неопходно и да ће напади бити хумани. Када се напади емитују на базу, Селфриџ показује нелагоду због насиља.
- Џоел Дејвид Мур као др Норм Спелман, зеноантрополог[49] који проучава биљни и животињски свет као део Програма Аватар.[50] Долази на Пандору у исто време као и Џејк. Иако се од њега очекује да води дипломатски контакт са на’вима, испоставило се да Џејк има личност која више одговара да придобије поштовање домородаца.
- Дилип Рао као др Макс Пател, научник који је део Програма Аватар и долази да подржи Џејкову побуну против .[51]

### На’ви
- Зои Салдана као Нејтири, ћерка вођа Оматикаја (племена на’вија). Привлачи је Џејк због своје храбрости, иако је фрустрира његова наивност и глупост. Џејк такође гаји симпатије према њој.[52] Лик, као и сви на’ви, створен је коришћењем снимања перформанси, а визуелни аспект је у потпуности урађен користећи CGI.[53] Салдана је такође потписала уговор за потенцијалне наставке.[54]
- Си Си Ејч Паундер као Мо’ат, духовни вођа Оматикаје, Нејтирина мајка и супруга поглавице, Ејтукана.[55]
- Вес Студи као Ејтукан, поглавица Оматикаја, Нејтирин отац и Мо’атин партнер.
- Лаз Алонсо као Цу’теј, најбољи ратник Оматикаје. Наследник је поглавице племена. На почетку филма је Нејтирин партнер.

## Продукција

### Порекло
Године 1994. редитељ Џејмс Камерон написао је третман од 80 страница за Аватар, црпећи инспирацију из „сваке књиге научне фантастике” коју је прочитао у детињству, као и из авантуристичких романа Едгара Рајса Бароуза и Х. Рајдера Хагарда. У августу 1996. године Камерон је најавио да ће након завршетка радова на филму Титаник снимити Аватара, који ће користити синтетичке или CGI глумце. Пројекат би коштао 100 милиона долара и чинило би га најмање шест глумаца у главним улогама „који изгледају као стварни, али не постоје у физичком свету”. Студио за визуелне ефекте Digital Domain, са којим је Камерон већ сарађивао, придружио се пројекту, чија је продукција требало да почне средином 1997. за приказивање филма током 1999. године. Међутим, Камерон је сматрао да технологија није довољно развијена за радњу и визију коју је намеравао да исприча. Одлучио је да се концентрише на снимање документарних филмова и усавршавање технологије у наредних неколико година. За Bloomberg BusinessWeek је откривено да је 20th Century Fox дао 10 милиона долара Камерону да сними видео-запис доказа о концепту за Аватара, који им је показао у октобру 2005.
У фебруару 2006. године Камерон је открио да је филм Пројекат 880 „преправљена верзија Аватара“, филма који је покушао да сними годинама раније, наводећи технолошки напредак у стварању CGI ликова попут Голума, Кинг Конга и Дејвија Џоунса. Камерон је изабрао Аватара уместо пројекта Борбени анђео након што је претходне године завршио петодневни тест камере.

### Развој
Од јануара до априла 2006. године Камерон је радио на сценарију и развијању културе ванземаљаца филма, на’вија. Њихов језик је створио др Пол Фромер, лингвиста са Универзитета Јужне Калифорније. На’ви језик има лексикон од око 1000 речи, од којих је отприлике 30 додао Камерон. Фонеми језика чине избачајници (као што је „kx” у „skxawng”) који су присутни у амхарском и почетно „ng” за које се сумња да је Камерон преузео са маорског. Глумица Сигорни Вивер и сценографи филма састали су се са Џоди С. Холт, професорком физиологије биљака на Универзитету Калифорније у Риверсајду, како би сазнали о методама које ботаничари користе за проучавање биљака, као и да разговарају о начинима комуникације између организама са Пандоре који су приказани у филму.
Од 2005. до 2007. године Камерон је радио са неколицином дизајнера, укључујући илустратора фантастике Вејна Барлоуа и познатог концептуалног уметника Жордуа Шела, како би обликовао дизајн на’вија сликама и физичким скулптурама јер је сматрао да 3D не би могао да прикаже његову визију, често радећи заједно у кухињи своје куће у Малибуу. У јулу 2006. године Камерон је најавио да ће снимити филм за приказивање током 2008. године, као и да би снимање са утврђеном глумачком поставом требало почети фебруара 2007. године. Следећег августа студио за визуелне ефекте Weta Digital потписао је уговор да помогне Камерону са продукцијом филм. Стен Винстон, који је раније сарађивао са Камероном, придружио се филму како би помогао у његовом дизајну. Дизајн продукције филма трајао је неколико година. Имао је два различита дизајнера продукције и два одвојена уметничка одељења, од којих се један фокусирао на флору и фауну Пандоре, док је други радио на стварању људских машина и људских фактора. У септембру 2006. године Камерон је најавио да користи сопствени систем ријалити-камера за снимање у 3D-у. Систем би користио две камере високе резолуције у кућишту једне камере како би створио перцепцију дубине.
Док су ове припреме биле у току, Fox се и даље преиспитивао о својој посвећености Аватару због лошег искуства са прекорачењем трошкова и кашњењима на Камероновом претходном филму Титаник, иако је Камерон преправио сценарио како би спојио неколико ликова у једног и понудио да смањи своју накнаду у случају уколико би филм пропао. Камерон је поставио семафор са упаљеним жутим сигналом испред канцеларије копродуцента Џона Ландауа како би представио неизвесну будућност филма. Средином 2006. године Fox је саопштио Камерону да „није извесно да ли ће преузети филм”, након чега је Камерон почео да га нуди другим студијима, као што је Walt Disney Studios, представивши доказ о концепту тадашњем председнику Дику Куку. Међутим, када је Disney покушао да преузме филм, Fox је искористио своје право предности и преузео га. У октобру 2006. године Fox је пристао да направи филм након што је Ingenious Media пристао да га подржи, што је Fox-у смањило финансијску изложеност на мање од половине званичног буџета за филм у износу од 237 милиона долара. Након што је Fox прихватио филм, скептични директор је одмах рекао Камерону и Ландауу: „Не знам да ли смо луђи што смо вам дозволили да урадите ово, или ако сте ви луђи што мислите да можете да успете у овоме...”
У децембру 2006. године Камерон је описао филм као „футуристичку причу смештену на другој планети ... старомодну авантуру у џунгли са еколошком савешћу [која] тежи митском нивоу приповедања”. Саопштење за штампу из јануара 2007. године описује филм као „емоционално путовање искупљења и револуције” и да је прича о „рањеном бившем маринцу, који је невољно извршава наредбе да се настани и затим експлоатише егзотичну планету богату биолошком разноврсношћу, који на крају пређе на другу страну и предводи аутохтону расу у борби за опстанак”. Прича би била о читавом свету употпуњеном екосистемом фантазмагоричних биљака и створења, као и домородачким људима са богатом културом и језиком.
Процене буџета за филм износе око 280—310 милиона долара за продукцију и додатних 150 милиона долара за маркетинг, уз напомену да би око 30 милиона долара пореских кредита умањило финансијски утицај на студио и његове финансијере. Гласноговорник студија је рекао да је буџет „237 милиона долара, са 150 милиона долара за промоцију, крај приче”.

### Теме и инспирације
Аватар је првенствено акционо-авантуристичко путовање самооткривања, у контексту империјализма и дубинске екологије. Камерон је рекао да му је инспирација била „свака књига научне фантастике коју сам прочитао као дете” и да је желео да ажурира стил серија о Џону Картеру Едгара Рајса Бароуза. Напоменуо је да Аватар има сличну тему као и филмови У игри на пољима Господњим, Смарагдна шума и Принцеза Мононоке, који приказују сукобе између култура и цивилизација, као и са филмом Плес са вуковима, где је војник привучен културом против које се у почетку борио. Такође је навео аниме филмове Хајаа Мијазакија као што је Принцеза Мононоке као утицај на екосистем Пандоре.
Камерон је 2012. године поднео правну декларацију од 45 страница која је имала за циљ да „детаљно опише генезу идеја, тема, прича и слика које су постале Аватар”. Поред историјских догађаја (као што је колонизација Северне Америке), својих животних искустава и неколико непродуцираних пројеката, Камерон је повезао Аватара са својим претходним филмовима. Навео је свој сценарио и концепт за филм Зеногенеза, продуциран као кратак филм, као основу за многе идеје и визуелне дизајне у Аватару. Такође је навео да се Аватарови „концепти светског ума, интелигенције унутар природе, идеја пројектовања силе или свести помоћу аватара, колонизација ванземаљских планета, похлепни корпоративни интереси подржани војном силом, прича о наизглед слабијој групи која превладава над технолошки супериорнијом силом и добар научник темеље” на његовим ранијим филмовима као што су Осми путник 2, Амбис, Рамбо 2, Терминатор и Терминатор 2: Судњи дан. Посебно је поменуо „водени пипак” у филму Амбис као пример „аватара” који „поприми изглед... ванземаљске животне форме... како би премостио културни јаз и изградио поверење”.
Камерон је такође навео бројне радове других стваралаца као „референтне тачке и изворе инспирације” за Аватара. Међу њима су два његова „омиљена” филма, 2001: Одисеја у свемиру, где човечанство доживљава еволуцију након сусрета са ванземаљским животом, и Лоренс од Арабије, где се „спољна особа... сусреће и урања у страну културу, а затим јој се на крају придружује група за борбу против других аутсајдера”. Камерон је рекао да се упознао са концептом човека који управља „синтетичким аватаром” унутар другог света из кратке приче „У имагикону” Џорџа Х. Смита и романа Град и звезде Артура Ч. Кларка. Такође је рекао је да је за термин „аватар” сазнао читајући сајберпанк роман Неуромансер Вилијама Гибсона и Острва у мрежи Бруса Стерлинга. Идеја о „светском уму” настала је у роману Соларис Станислава Лема. Камерон је навео неколико других филмова о људима који су у интеракцији са „аутохтоним културама” који су га инспирисали, као што су: Плес са вуковима, Човек који је хтео да буде краљ, Мисија, Смарагдна шума, Врач, Књига о џунгли и Фернгали: Последња прашума. Такође је као инспирацију навео приче о Џону Картеру и Тарзану Едгара Рајса Бароуза и друге авантуристичке приче Радјарда Киплинга и Х. Рајдера Хагарда.
У интервјуу за часопис Time из 2007. године, Камерона су питали о значењу термина Аватар, на шта је он одговорио: „То је инкарнација једног од хиндуистичких богова који узима телесни облик. У овом филму то значи да је људска технологија у будућности способна да убризга људски мозак у удаљено, биолошко тело.” Камерон је такође цитирао јапанску сајберпанк мангу и аниме Дух у оклопу, у смислу како људи могу даљински да контролишу и пренесу своје личности у ванземаљска тела.
Изглед на’вија — хуманоидих домородаца Пандоре — инспирисан је сном који је сањала Камеронова мајка, много пре него што је почео да ради на Аватару. У сну је видела плавопуту жену високу 4 m, за коју је мислио да је „нека кул слика”. Такође је рекао: „ Једноставно волим плаву. Лепа је боја... плус, постоји веза са хиндуистичким божанствима, што ми се концептуално свиђа.” Укључио је слична створења у свој први сценарио (написан 1976. или 1977), који је приказивао планету са домородачком популацијом „прелепих” високих плавих ванземаљаца. На’ви се темеље на њима.
За љубавну причу између ликова Џејка и Нејтири, Камерон је применио љубавну тему са звездама, за коју је рекао да је у традицији Ромеа и Јулије. Напоменуо је сличност са Џеком и Роуз из филма Титаник. Тада је изјавио: „Оба пара потичу из радикално различитих култура које презиру своју везу и принуђени су да бирају страну између супротстављених заједница.” Камерон је описао Неитири као своју „Покахонтас”, рекавши да је његова радња пратила историјску причу о „белцу [који се] заљубљује у ћерку поглавице, која постаје његов водич кроз племе и њихову посебну везу са природом.” Камерон је сматрао да то да ли ће љубавна прича Џејка и Нејтири бити доживљена као уверљива делимично зависи од физичке привлачности Нејтириног ванземаљског изгледа, који је развијен узимајући у обзир њену привлачност мушкој екипи уметника. Иако је Камерон сматрао да се Џејк и Нејтири нису одмах заљубили, њихови глумци (Вортингтон и Салдана) су осетили да се ликови заљубљују. Камерон је рекао да су глумци „имали сјајну хемију” током снимања.
За плутајуће „планине Алелуја“ у филму, дизајнери су црпили инспирацију из „многих различитих типова планина, али углавном кречњачких формација у Кини”. Према продукцијском дизајнеру Дилану Колу, измишљене плутајуће стене инспирисане су Хуангшаном (такође познатим као Жута планина), Гуејлином, Џангђиађијем, између осталих широм света. Камерон је приметио утицај кинеских врхова на дизајн плутајућих планина.
Да би направили унутрашњост рударске колоније на Пандори, током јуна 2007. године дизајнери продукције су посетили нафтну платформу Noble Clyde Boudreaux у Мексичком заливу. Фотографисали су, измерили и снимили сваки аспект платформе, што је касније реплицирано на екрану са фотореалистички CGI-ем током постпродукције.
Камерон је рекао да жели да направи „нешто што има кашичицу акција и авантура и свега осталог”, али и да има савест „која те можда у уживању у свему томе тера да мало размислиш о начину на који комуницираш са природом и својим ближњим”. Додао је да „на’ви представљају нешто што је више од нас самих, оно што бисмо желели да мислимо да јесмо” и да иако у филму има добрих људи, они „представљају оно што знамо да су делови нас самих који уништавају наш свет и можда сами себе осуђују на суморну будућност”.
Камерон признаје да Аватар имплицитно критикује улогу САД у Рату у Ираку и безличну природу самог оклопног ратовања. У вези са употребом термина шок и страхопоштовање у филму, Камерон је рекао: „Знамо какав је осећај лансирати ракете. Не знамо какав је осећај када оне слете на наше домаће тло, које није у Америци”. Касније је у интервјуу изјавио: „Мислим да је веома патриотски доводити у питање систем који треба да се успостави...”, као и да „филм дефинитивно није антиамерички”. Сцена у филму приказује насилно уништавање светог места на’вија, које се руши у пламену након ракетног напада, облажући пејзаж пепелом и плутајућим жаром. Упитан о сличности сцене са нападима 11. септембра на Светски трговински центар, Камерон је рекао да је био „изненађен колико је то изгледало као 11. септембар”.

### Снимање
Снимање филма почело је у априлу 2007. у Лос Анђелесу и Велингтону. Камерон је назвао филм хибридом са нормалним снимањем играних сцена у комбинацији са CGI и окружењем. „У идеалном случају на крају дана публика нема појма у шта гледа”, рекао је Камерон. Редитељ је навео да је већ четири месеца радио на мање важним сценама филма. Игране сцене су снимљене модификованом верзијом дигиталног 3D Fusion Camera System, који су развили Камерон и Винс Пејс. У јануару 2007. Fox је најавио да ће 3D снимање бити урађено са 24 смењивања слика у секунди упркос Камероновом чврстом мишљењу да 3D филм захтева већу брзину смењивања слика како би сецкање било мање приметно. Према Камерону, филм се састоји од 60% CGI елемената и 40% играних сцена, као и традиционалних минијатура.
Снимање покрета трајало је 31 дан на писти авио-компаније Hughes Aircraft у Плаја Висти у Лос Анђелесу. Снимање играних сцена почело је у октобру 2007. у студију Стоун стрит у Велингтону и требало је да траје 31 дан. На продукцији је радило више од хиљаду људи. У припреми за снимање, сви глумци су прошли професионалну обуку специфичну за њихове ликове, као што су стрељаштво, јахање, употреба ватреног оружја и борба прса у прса. Такође су прошли језичку и дијалекатску обуку на језику на’вија. Пре снимања филма, Камерон је послао глумачку поставу у хавајске тропске прашуме, како би стекли осећај за овакво окружење пре снимања на звучној сцени.
Током снимања, Камерон је користио свој систем виртуелних камера, нови начин снимања филмова. Систем приказује виртуелне парњаке глумаца у дигиталном окружењу у реалном времену, омогућавајући редитељу да прилагоди и режира сцене као да снима играни филм. Према Камерону „то је као велики, моћни погон игре. Ако желим да летим кроз свемир, или да променим своју перспективу, могу. Могу да претворим целу сцену у играну минијатуру и прођем кроз њу на скали од 50 према 1.” Користећи конвенционалне технике, комплетан виртуелни свет се не може видети док се не заврши снимање покрета глумаца. Камерон је рекао да овај процес не умањује вредност или важност глуме. Напротив, зато што нема потребе за поновљеним подешавањем камере и осветљења, костимима и шминкањем, сцене не треба више пута прекидати. Камерон је описао систем као „облик чисте креације где ако желите да померите дрво или планину или небо или промените доба дана, имате потпуну контролу над елементима”.
Камерон је колегама редитељима Стивену Спилбергу и Питеру Џексону дао прилику да тестирају његову нову технологију. Спилберг је рекао: „Волим да о томе размишљам као о дигиталној шминки, а не о проширеној анимацији... Снимање покрета враћа редитеља у неку врсту интимности коју глумци и редитељи знају само када раде у позоришту”. Спилберг и Џорџ Лукас су такође могли да посете сет како би директно гледали Камерона са опремом.
Да би се снимиле сцене у којима је CGI у интеракцији са играним филмом, коришћена је јединствена камера која се назива „simulcam”, што представља спој 3D фузионе камере и система виртуелних камера. Док снима играни филм у реалном времену са simulcam-ом, CGI слике снимљене виртуелном камером или дизајниране од нуле, су суперпониране преко слика играног филма као у проширеној стварности и приказане на малом монитору, што омогућава редитељу да даје упутства глумцима како да се односе према виртуелном материјалу у сцени.
Због Камеронових личних уверења о климатским променама, дозволио је да се на сету сервира само биљна (веганска) храна.

### Визуелни ефекти
Током продукције коришћен је низ иновативних техника визуелних ефеката. Према Камерону, рад на филму је одложен од 1990-их да би се омогућило техникама да достигну неопходан степен напретка како би се на адекватан начин приказала његова визија филма. Редитељ је планирао да искористи фотореалистичне CGI ликове, створене коришћењем нових технологија за снимање покрета које је развијао током 14 месеци до децембра 2006.
Иновације чине нови систем за осветљавање масивних подручја попут Пандорине џунгле, позорницу за снимање покрета или „волумен” шест пута већи од било којег претходно коришћеног, као и побољшани метод снимања израза лица, омогућавајући потпуно снимање перформанси. Да би постигли снимање лица, глумци су носили индивидуално направљене капице за главу опремљене сићушном камером која је постављена испред лица глумаца; прикупљене информације о њиховим изразима лица и очима се затим преносе на рачунаре. Према Камерону, метода омогућава филмским ствараоцима да пренесу 100% физичких перформанси глумаца на њихове колеге за рачунарима. Поред података о снимању перформанса који су директно преношени на рачунаре, бројне референтне камере дале су дигиталним уметницима више углова сваког перформанса. Технички изазовна сцена била је при крају филма када је CGI Нејтири држала Џејка у свом људском облику, а пажња је посвећена детаљима сенки и рефлектоване светлости између њих.
Водећи студио за визуелне ефекте био је Weta Digital у Велингтону, који је у једном тренутку запошљавао 900 људи за рад на филму. Због огромне количине података које је требало чувати, категорисати и бити доступни свима који су укључени, чак и на другом крају света, нови систем рачунарства у облаку и управљања дигиталним имовином (DAM) под називом Gaia је створио Microsoft посебно за Аватара, што је омогућило екипама да прате и координирају све фазе у дигиталној обради. Да би приказао Аватара, студио је користио фарму сервера од 930 m2 која је користила 4.000 сервера Hewlett-Packard-а са 35.000 процесорских језгара који имају 104 терабајта РАМ-а и три петабајта мрежног простора за складиштење који користи Ubuntu Linux, менаџер кластера Oracle Grid и 2 софтвера за анимацију и менаџери, Pixar-ов RenderMan и Pixar-ов систем управљања чекањем. Рендер фарма заузима од 193. до 197. места на TOP500 листи најмоћнијих светских суперрачунара. Нови софтверски систем за текстурирање и бојење, назван Mari, развио је The Foundry у сарадњи са студијом Weta. За стварање на’вија и Пандоре потребно је више од петабајта дигиталне меморије, а сваки минут коначног снимка за Аватара заузима 17,28 гигабајта меморије. Често би рачунару требало неколико сати да прикаже једану сцену филма. Да би се припремиле сцене специјалних ефеката на време, ангажовани су бројни други студији, укључујући Industrial Light & Magic, који је радио заједно са студијом Weta Digital на стварању битака. ILM је био одговоран за визуелне ефекте за многа специјализована возила у филму и осмислио је нови начин да направи CGI експлозија. Џо Летери је био генерални надзорник визуелних ефеката у филму.

### Музика и саундтрек
Композитор Џејмс Хорнер је написао музику за филм, његову трећу сарадњу са Камероном после филмова Осми путник 2 и Титаник. У марту 2008. године Хорнер је снимио делове музике са малим рефреном који је отпеван на језику на’вија Такође је радио са Вандом Брајант, етномузикологичарком, на стварању музичке културе за ванземаљску расу. Планирано је да се прве сесије снимања одрже почетком 2009. године. Током продукције Хорнер је обећао Камерону да неће радити ни на једном другом пројекту осим на Аватару и наводно је радио на музици од четири ујутру до десет увече током читавог процеса. У интервјуу је изјавио: „Аватар је био најтежи филм на којем сам радио и највећи посао који сам предузео.” Хорнер је компоновао музику као две различите спојене у једну. Прво је направио музику која је одражавала на на’вије, а затим је комбиновао са посебном, „традиционалном” музиком. Британска певачица Лиона Луис изабрана је да пева тематску песму за филм, под називом „I See You”. Пратећи музички спот, у режији Џејка Наве, премијерно је приказан 15. децембра 2009. на MySpace-у.

### Правна питања
Прича Џејмса Камерона се сматра веома изведеном, тако да је филм био предмет бројних тужби. Шест различитих сценариста тврди да је Камерон „уграбио њихове идеје или аспекте њихових прича за филм”. Многе од ових тужби су одбачене. Уметник Роџер Дин је тврдио да је дизајн планете Пандора украо аспекте његове слике. Судија је одбацио тужбу, рекавши да „тужилац нема монопол на плутајућа острва”.

## Маркетинг

### Промоција
Прва фотографија филма објављена је 14. августа 2009. године, а Empire је објавио ексклузивне слике из филма у свом октобарском издању. Гости фестивала San Diego Comic-Con 2009. године били су Камерон, продуцент Џон Ландау, Зои Салдана, Стивен Ланг и Сигорни Вивер, а панел за филм уређивао је Том Ротман. Приказан је исечак филма у трајању од двадесет пет минута филма у  формату. Виверова и Камерон су се појавили на додатним панелима како би промовисали филм. Камерон је на тада најавио да ће 21. август бити „Дан Аватара”. До данас је најава приказана у свим биоскопским форматима, као и званичне најаве за видео-игру и линија играчака.
Најава од 129 секунди објављена је путем интернета 20. августа 2009. године. Нова најава од 210 секунди премијерно је приказана у биоскопима 23. октобра 2009, а затим је убрзо приказао и Yahoo!. Наишла је на позитивне критике. Продужена верзија у IMAX 3D формату добила је изузетно позитивне критике. The Hollywood Reporter је известио да су очекивања публике различита „[истим] скептицизмом који је претходио Титанику” и сугерисао то одражава жељу за оригиналним приповедањем. Најава је била међу најгледанијим најавама у историји филмског маркетинга, достигавши прво место на веб-сајту Apple.com са 4 милиона прегледа. Како би прославио отварање првог 3D биоскопа у Вијетнаму, Fox је 30. октобра дозволио биоскопу Megastar Cinema да прикаже ексклузивних 16 минута Аватара за бројне новинаре. Најава филма од три и по минута премијерно је приказана 1. новембра 2009. године током фудбалске утакмице Далас каубојса на Стадиону Каубојса у Арлингтону, на екрану Diamond Vision-а, једном од највећих видео-дисплеја на свету, и ТВ публици која гледа игру на Fox-у. Објављено је да је најгледанија најава за играни филм у историји.
The Coca-Cola Company и Fox су сарађивали на покретању светске маркетиншке кампање за промоцију филма. Врхунац кампање био је веб-сајт AVTR.com. Флаше и лименке Кока-коле зеро са посебним ознакама, када се држе испред веб-камере, омогућиле су корисницима интеракцију са 3D функцијама веб-сајта користећи технологију проширене стварности (AR). Филм је промовисан у деветој епизоди пете сезоне серије Боунс. Споредну улогу у серији глумио је Џоел Дејвид Мур. Седмицу пре почетка приказивања у САД, Зои Салдана је промовисала филм на каналу Adult Swim када ју је интервјуисао анимирани Свемирски Дух. McDonald's је промовисао филм у телевизијским рекламама у Европи под називом „Аватаризуј се”, која је подстакла људе да оду на веб-сајт који је припремио Oddcast и додају фотографију коју би веб-сајт претворио у на’вија.

### Књиге
Avatar: A Confidential Report on the Biological and Social History of Pandora, књига од 224 странице у форми теренског водича кроз измишљено окружење планете Пандоре, објавио је Harper Entertainment 24. новембра 2009. године. Представљена је као компилација података које су људи прикупили о Пандори и животу на њој, а написали су је Марија Вилхелм и Дирк Матисон. HarperFestival је такође објавио књигу James Cameron's Avatar: The Reusable Scrapbook од 48 страница за децу. Књигу The Art of Avatar објавио је Abrams Books 30. новембра 2009. године. Књига садржи детаљне продукцијске радове из филма, укључујући продукцијске скице, илустрације Лисе Фицпатрик и филмске сцене. У октобру 2010. године Abrams Books је такође објавио The Making of Avatar, књигу од 272 странице која детаљно описује процес продукције филма и садржи преко 500 фотографија и илустрација у боји.
У интервјуу из 2009. године Камерон је рекао да планира да напише нову верзију Аватара након што филм буде приказан. У фебруару 2010. године продуцент Јон Ландау је изјавио да Камерон планира роман преднаставка Аватара који ће „довести до приче о филму, али би ишло много дубље о свим причама о којима нисмо имали времена да се бавимо”, рекавши да „Џим жели да напише роман који је велика, епска прича која испуњава много тога”. У августу 2013. године објављено је да је Камерон ангажовао Стивена Гулда да напише четири самостална романа како би проширио универзум Аватара.

### Видео-игра
Године 2007. Камерон је одабрао Ubisoft Montreal да креира видео-игру за филм. Филмски ствараоци и програмери игара су у великој мери сарађивали, а Камерон је одлучио да у филм укључи неке од Ubisoft-ових дизајна возила и створења.  је објављена 1. децембра 2009. за већину конзола за видео-игре (PlayStation 3, Xbox 360, Wii, Nintendo DS, iPhone) и Microsoft Windows, а 8. децембра за PlayStation Portable. Друга игра, Avatar: Frontiers of Pandora, била је у развоју од 2021. године.

### Акцијске фигуре и поштанске марке
је у децембру 2009. године најавио да ће увести линију акционих фигура Аватара. Свака акциона фигура биће направљена са 3D веб ознаком, названом iTAG, коју потрошачи могу да скенирају помоћу веб-камере, откривајући јединствени садржај на екрану који је ексклузиван за сваку акциону фигуру. Серија играчака која представља шест различитих ликова из филма такође је дистрибуирана широм света у Хепи милу McDonald's-а.
У децембру 2009. године француски La Poste је издао ограничену серију поштанских марки са мотивима из Аватара, што се поклопило са приказивањем филма широм света.

## Приказивање и пријем

### Премијера
Аватар је премијерно приказан у Лондону 10. децембра 2009. године, а био је пуштен у биоскопима широм света од 16. до 18. децембра. Филм је првобитно требало да буде приказан 22. маја 2009. године, али је одложен да би се омогућило више времена за постпродукцију (последњи снимци су испоручени у новембру) и дало више времена биоскопима широм света да оспособе 3D пројекторе. Камерон је навео да ће однос ширине и висине филма бити 1,78:1 за 3D пројекције и да ће слика бити 2,39:1 за 2D пројекције. Међутим, 3Д екстракт 2,39:1 је одобрен за употребу са екранима са константном висином слике (тј. екранима који повећавају ширину да би се приказали филмови у размери 2,39:1). Током претпремијере у 3D-у у Немачкој 16. децембра, УДП систем „заштите” филма је отказао, а неке испоручене копије уопште нису могле да се гледају у биоскопима. Проблеми су отклоњени на време за премијеру. Аватар је приказан у укупно 3.457 биоскопа у САД, од чега су га 2.032 биоскопа приказивала у 3D-у. Укупно, 90% свих унапред продатих карата за филм било је за 3D пројекције.
На међународном плану, Аватар је приказан на укупно 14.604 екрана на 106 територија, од којих је 3.671 приказивало филм у 3D-у (производећи 56% бруто за први викенд). Филм је истовремено 18. децембра представљен у IMAX 3D формату у 178 биоскопа у САД. Приказивање у IMAX формату на међународном плану чинило је 58 биоскопа почевши од 16. децембра, а још 25 биоскопа требало је да буде додато у наредним седмицама. Тиме је ово постало најшире приказивање једног филма у  формату, са укупно 261 биоскопом широм света. Претходно је рекорд држао филм Хари Потер и Полукрвни Принц, који је приказан у 161 биоскопу у САД и око 70 међународних. 20th Century Fox Korea је прилагодио и касније приказао филм у 4D формату, који су чинила „покретна седишта, мириси експлозива, прскање воде, ласерска светла и ветар”.

### Зарада
Аватар је објављен широм света на више од 14.000 екрана. Зарадио је 3.537.000 долара од поноћних пројекција у земљи (САД и Канада), а првобитно 3D приказивање је ограничено на 2.200 екрана. Филм је зарадио 26.752.099 долара на дан премијере и 77.025.481 долара током првог викенда, што га чини другом најпрофитабилнијом премијером у децембру иза филма Ја сам легенда, најпрофитабилније премијере у САД и Канади за филм који није део франшизе (надмашивши филм Невиђени), најпрофитабилнији први викенд за филм који је у потпуности у 3D-у (оборивши рекорд филма До неба), најпрофитабилнији први викенд за филм о заштити животне средине (оборивши рекорд филма Дан после сутра) и 40. најпрофитабилнији први викенд у Северној Америци, упркос мећави која је прекрила Источну обалу САД и наводно утицала резултате првог викенда. Филм је такође поставио рекорд првог викенда за IMAX формат, са 178 биоскопа који су скупили приближно 9,5 милиона долара, 12% од 77 милиона долара (у то време) зараде у Северној Америци на мање од 3% екрана.
Међународна тржишта која првог викенда приказивања скупила најмање 10 милиона долара су Русија (19,7 милиона долара), Француска (17,4 милиона), Уједињено Краљевство (13,8 милиона), Немачка (13,3 милиона), Јужна Кореја (11,7 милиона), Аустралија (11,5 милиона долара) и Шпанија (11,0 милиона долара). Зарада Аватара широм света износила је 241,6 милиона долара након пет дана, што је девета највећа зарада за први викенд свих времена, као и највећа за филм који није у оквиру франшизе, без наставка и оригиналног филма. 58 међународних IMAX екрана донело је процењених 4,1 милион долара током првог викенда.
Приходи у другом викенду филма смањени су за само 1,8% на домаћим тржиштима, што представља ретку појаву, са зарадом од 75.617.183 долара, оставши на првом месту на благајнама и забележивши тада најпрофитабилнији други викенд свих времена. Филм је доживео још једно маргинално смањење прихода током свог трећег викенда, пао је 9,4% на 68.490.688 долара на домаћем тржишту, оставши на првом месту на благајнама, чиме је поставио рекорд трећег викенда.
Аватар је прешао границу од милијарду долара 19. дана свог међународног приказивања, што га чини првим филмом који је достигао ову цифру за само 19 дана. Постао је пети филм који је зарадио више од милијарду долара широм света и једини филм у 2009. који је то учинио. Током свог четвртог викенда, Аватар је наставио да води на благајнама у земљи, поставивши нови рекорд за четврти викенд свих времена од 50.306.217 долара и поставши филм са највећом зарадом у САД у 2009. Током петог викенда, поставио је рекорд за викенд Дана Мартина Лутера Кинга, са зарадом од 54.401.446 долара и поставио рекорд петог викенда са 42.785.612 долара. Задржао се на првом месту и поставио шести и седми рекорд за викенд са зарадом од 34.944.081 долара и 31.280.029 долара. Филм је који је најбрже зарадио 600 милиона долара у земљи, 47. дана.
Дана 31. јануара постао је први филм који је зарадио преко 2 милијарде долара широм света, као и први филм који је зарадио преко 700 милиона долара у САД и Канади после 72 дана од почетка приказивања. Остао је на првом месту на домаћој благајни седам узастопних седмица — највише узастопних викенда од када је Титаник провео 15 викенда на првом месту 1997. и 1998. године — а такође је провео 11 узастопних викенда на врху благајне у САД и Канади, оборивши рекорд од девет узастопних викенда који је поставио филм Пирати са Кариба: Тајна шкриње. До краја свог првог приказивања у биоскопима, Аватар је зарадио 749.766.139 долара у САД и Канади и 1.999.298.189 долара на другим територијама, за укупно 2.749.064.328 долара широм света.
Укључујући приход од приказивања продужене верзије филма, Аватар је зарадио 760.507.625 долара у САД и Канади и 2.029.172.169 долара у другим земљама са укупно 2.789.679.794 долара широм света. Аватар је поставио бројне рекорде на благајнама током свог приказивања: 25. јануара 2010. надмашио је филм Титаник по заради широм света и постао филм са највећом зарадом свих времена на свету 41 дан након међународног приказивања, само два дана након што је оборио рекорд по заради на светском нивоу. Дана 2. фебруара, 47 дана након домаћег приказивања, Аватар је надмашио Титаник и постао филм са највећом зарадом свих времена у Канади и САД. Постао је филм са највећом зарадом свих времена у најмање 30 других земаља и први је филм који је зарадио више од 2 милијарде долара на страним благајнама. Продаја карата IMAX формата износи 243,3 милиона долара укупне бруто зараде филма, што је двоструко више од претходног рекорда.
-Box Office Mojo}- процењује да би, након прилагођавања порасту просечних цена карата, Аватар био 14. филм са највећом зарадом свих времена у Северној Америци.  је такође приметио да су више цене карата за 3D и IMAX пројекције имале значајан утицај на бруто зараду Аватара; процењено је, 21. априла 2010, да је Аватар продао око 75 милиона карата у биоскопима у Северној Америци, више него било који други од филма Ратови звезда: Епизода I — Фантомска претња из 1999. На светској основи, када је зарада Аватара износила 2 милијарде долара само 35 дана од почетка приказивања, The Daily Telegraph је проценио да су зараду надмашили само филмови Прохујало са вихором (3 милијарде долара), Титаник (2,9 милијарди долара) и Ратови звезда: Епизода IV — Нова нада (2,2 милијарде долара) након прилагођавања инфлације на цене из 2010. године, а Аватар је на крају завршио са 2,8 милијарди долара након поновних приказивања. -Reuters}- га је чак ставио испред Титаника након прилагођавања глобалног укупног износа за инфлацију. Издање Гинисове књиге рекорда из 2015. наводи Аватара иза Прохујало са вихором у смислу прилагођених зарада широм света.

### Критике
На агрегатору рецензија Rotten Tomatoes, 82% од 319 рецензија је позитивно, а просечна оцена је 7,4/10. Консензус сајта гласи: „Можда је импресивнији на техничком нивоу него на садржинском, али Аватар свакако потврђује јединствени дар Џејмса Камерона за маштовито, упијајуће филмско стварање.” Metacritic — који додељује пондерисану средњу оцену — доделио је филму оцену 83 од 100 на основу 35 критика, што указује на „универзално признање”. Публика коју је анкетирао CinemaScore дала је филму оцену „A” на скали од A+ до F. Свака испитана демографска група дала је ову оцену. Ове анкете су такође показале да је главни адут филма његова употреба 3D-а.
Роџер Иберт из Chicago Sun-Times-а назвао је филм „изванредним” и дао му четири од четири звездице. Рекао је: „Гледајући Аватара, осећао сам се исто као и 1977. године када сам гледао Ратове звезда”, додајући да, попут Ратова звезда и Господара прстенова: Дружина прстена, филм „пружа нову генерацију специјалних ефеката” и „није само сензационална забава, иако јесте упаво то. Представља технички пробој. Има једноставну зелену и антиратну поруку”. А. О. Скот из At the Movies-а је такође упоредио филм са првим гледањем Ратова звезда и рекао да „иако је сценарио помало... очигледан“, то је „део онога што га је направило функционалним”. Тод Макарти из Variety-ја је похвалио филм, рекавши да „Краљ Света покушава да створи потпуно други свет у Аватару, а то место вреди посетити.” Кирк Ханикат из The Hollywood Reporter-а дао је позитивну рецензију филму. Рекао је: „Екран је жив са више акције, а саундтрек долази са снажнијом музиком од било које научнофантастичне пуцњаве”. Питер Траверс из Rolling Stone-а доделио је Аватару три од четири звездице и написао је у својој рецензији штампе: „Проширује могућности онога што филмови могу да ураде. Камеронов таленат је једнако велик колико и његови снови.” Ричард Корлис из часописа Time сматрао је да је филм „најживописнија и најубедљивија креација света маште икада виђена у историји покретних слика.” Кенет Туран из Los Angeles Times-а сматра да филм има „моћна” визуелна достигнућа, али „тупе дијалоге” и „очигледну карактеризацију”. Џејмс Берардинели из ReelViews-а похвалио је филм и његову радњу, дајући му четири од четири звездице; написао је „У 3D-у, филм је импресиван — али традиционални филмски елементи — прича, ликови, монтажа, тема, емоционална резонанца, итд. — представљени су са довољно стручности да чак и 2D верзија буде задивљујућа са искуством од 21⁄2 сата.”

### Награде
Аватар је на 82. додели Оскара освојио награду за најбољу сценографију, најбољу фотографију и најбоље визуелне ефекте, а номинован је за укупно девет награда, укључујући за најбољи филм и најбољег редитеља. Аватар је на 67. додели награда Златни глобус освојио награду за најбољи филм у категорији драме и најбољег редитеља, а био је номинован за још две награде. На 36. додели награда Сатурн, Аватар је освојио свих десет награда за које је био номинован: најбољи научнофантастични филм, најбољи глумац, најбоља глумица, најбоља споредна мушка улога, најбоља споредна женска улога, најбољи редитељ, најбољи сценарио, најбоља музика, најбољи дизајн продукције и најбољи специјални ефекти.

## Наставци
Два наставка Аватара су првобитно потврђена након успеха првог филма; овај број је касније проширен на четири. Њихови првобитни датуми почетка приказивања су били: 17. децембар 2021, 22. децембар 2023, 19. децембар 2025. и 17. децембар 2027. године. Због утицаја пандемије ковида 19 на биоскоп, четири наставка Аватара су тада одложена; њихови актуелни датуми почетка приказивања су: 16. децембар 2022, 20. децембар 2024, 18. децембар 2026. и 22. децембар 2028. године. Редитељ, продуцент и сценариста сва четири наставка је Камерон; док су Још Фридман, Рик Џафа, Аманда Силвер и Шејн Салерно учествовали у процесу писања свих наставака пре него што су добили задатак да заврше одвојене сценарије, због чега су нејасни тачни сценаристи сваког наставка.
У септембру 2017. године почело је снимање прва два наставка. Своје улоге ће поновити: Сем Вортингтон, Зои Салдана, Ђовани Рибизи, Џоел Дејвид Мур, Дилип Рао и Си Си Ејч Паундер, као и Стивен Ланг и Мет Џералд, упркос томе што су њихови ликови умрли у првом филму. Враћа се и Сигорни Вивер, која је изјавила да ће играти другу улогу.
Нове чланове глумачке поставе чине Клиф Кертис и Кејт Винслет као на’вији у Меткајини и Уна Чаплин као Варанга, „снажног и живог централног лика који обухвата целу сагу наставака”. Седам дечјих глумаца ће такође приказати кључне нове ликове кроз наставке. Иако су прва два наставка добила зелено светло, Камерон је у интервјуу 26. новембра 2017. изјавио: „Да се разумемо, ако Аватар 2 и 3 не зараде довољно новца, неће бити 4 и 5”.
Камерон је 14. новембра 2018. најавио да је завршено снимање филма Аватар: Пут воде и 3. У септембру 2020. Камерон је потврдио да је снимање играних сцена завршено за други и преко 90% сцена за трећи део.